# Arturo Catalano Gonzaga
Arturo Catalano Gonzaga (Firenze, 18 ottobre 1921 – Belluno, 5 ottobre 2000) è stato un militare italiano, Capitano di Fregata.
Figlio primogenito dell'Ammiraglio Gaetano Catalano Gonzaga, il suo nome è legato al tragico affondamento della nave da battaglia Roma il 9 settembre del 1943, nel quale perirono 1393 uomini. Col grado di Guardiamarina, fu l'unico ufficiale di vascello incolume e si prodigò per la salvezza dei suoi marinai, sia durante l'affondamento, sia nel successivo anno e mezzo di internamento in Spagna. Decorato con Croce di Guerra al V.M., Combattente per la Libertà d'Italia, nel 1993 incontrò a Roma, assieme ad alcuni suoi compagni di corso superstiti, i due piloti tedeschi che affondarono la corazzata. Dal toccante incontro ne scaturì il libro Per l'onore dei Savoia. 1943-1944: da un superstite della corazzata Roma. Lasciò la Marina Militare Italiana nel 1958 con il grado di capitano di fregata.

## Biografia
La vita di Arturo Catalano Gonzaga è strettamente legata alla tragedia della nave da battaglia Roma, di cui fu uno degli involontari protagonisti, ed agli avvenimenti che si svilupparono dopo  l'Armistizio di Cassibile. Ex allievo del Collegio gesuita di Mondragone, entrò in Accademia nel 1941 nel corso Squali. Col grado di aspirante guardiamarina si imbarcò sulla Roma il 15 aprile 1943. Ufficiale addetto al dettaglio, gli fu affidato come posto di combattimento la Direzione del Tiro autonomo (DTA) nella torre da 152 mm n° 3 di poppa. Alle ore 2.30 del 9 settembre 1943, il Roma, assieme alla IX° Divisione Navale ed a tutte le unità presenti a La Spezia, salpò per unirsi alle Forze Navali presenti a Genova. La flotta, che costituiva tutte le Forze Navali da Battaglia italiane (FF.NN.BB.) ancora operative, era al comando dell'Ammiraglio Carlo Bergamini, anch'egli imbarcato sul Roma.
Riunitesi al largo di Capo Corso, le FF.NN.BB. discesero le coste occidentali della Corsica dirigendosi verso l'Asinara. Sorvolate sia da aerei alleati che tedeschi, le unità vennero attaccate dalla 2ª Luftflotte di stanza a Istres (Francia). La seconda ondata investì il Roma che venne colpita con una prima bomba (la PC-1400X, prima bomba telecomandata della storia) alle 15.42 nella parte centrale, sul lato destro, tra la Torre 9 e la Torre 11 delle batterie contraeree da 90 mm. La nave perse immediatamente velocità e fu facile per il sergente Kurt Steinborn centrarla con un secondo ordigno alle 15.52. La bomba cadde tra il torrione corazzato (dove si trovavano la Plancia Comando con il comandante Adone Del Cima, la Plancia ammiraglio con l'ammiraglio Bergamini nonché la Direzione di Tiro dei grossi calibri) vicino al fumaiolo di prora, la torre N. 2 dei cannoni di grosso calibro da 381 mm e l'impianto dei cannoni di medio calibro da 152 mm. La bomba scoppiò nelle vicinanze del locale motrice di prora e causò inizialmente una fuga di vapore nonché l'allagamento delle macchine di prora, le cui motrici si bloccarono. La nave quindi proseguì solo per abbrivio. Contemporaneamente deflagrò il deposito munizioni da 152 mm e per “simpatia” (termine usato in Marina per comunicare che la deflagrazione di un deposito munizioni causa la deflagrazione di un altro deposito munizioni posto nelle immediate vicinanze) deflagrò anche il deposito munizioni della Torre n. 2 dei cannoni da 381 che venne lanciata in aria. In conseguenza della deflagrazione delle munizioni si alzò una densa colonna di fiamme e fumo che raggiunse altezze intorno ai 400 m che avvolsero completamente il torrione corazzato; la nave venne quasi sollevata in aria e ricadde immediatamente iniziando a sbandare sul lato destro. Le riservette delle mitragliere antiaeree (armadi nei quali vengono conservate le munizioni vicino ai singoli pezzi) si incendiarono. Pertanto, i proiettili in esse contenuti prendendo fuoco, vennero lanciati in aria, ferendo gravemente e uccidendo diversi marinai. Il Roma, così gravemente colpito, si capovolse spezzandosi in due tronconi che affondarono verticalmente.
Perirono 1393 uomini, tra i quali tutto lo Stato Maggiore delle FF.NN.BB. con l'Ammiraglio Bergamini (Medaglia d'Oro al V.M. alla memoria), l'ufficiale più alto in grado caduto in combattimento dall'Unità d'Italia. Arturo Catalano Gonzaga si salvò, rimanendo miracolosamente incolume, per una delle coincidenze del destino: trovandosi nel torrione di comando, anticipò di 4 minuti il recarsi al suo posto di combattimento e si trovò, al momento della deflagrazione, negli unici 30 metri della nave che non vennero investiti dalle fiamme e dalle esplosioni. Dopo l'affondamento della nave, venne raccolto a bordo del C.T. Mitragliere che si rifugiò a Porto Mahon, nelle Baleari. Lì trascorse 6 mesi, per poi essere trasferito a Caldas de Malavella (Barcellona). Notizie su di lui pervennero alla famiglia dall'allora monsignor Montini (futuro papa Paolo VI), che si prodigò anche per la liberazione di sua madre, arrestata dai nazisti a Firenze in quanto moglie di alto ufficiale della Regia Marina. Rientrò in Italia il 15 luglio del 1944 a bordo dell'incrociatore Duca d'Aosta. Dei 249 componenti del suo corso "Squali" dell'Accademia Navale di Livorno, 15 caddero in azione di guerra; di questi, 8 sul Roma di 14 imbarcati. Vennero decorati di: 1 Medaglia d'Argento al V. M., 2 Medaglie di Bronzo al V. M., 8 Croci di Guerra al V. M. e 2 Encomi Solenni.
Negli anni Cinquanta fu inviato a San Francisco per frequentare un corso di specializzazione presso la U.S. Navy. Rientrato in Italia prestò servizio prima a bordo del C.T. Andromeda e successivamente al Ministero della Marina, che lasciò nel luglio del 1958 con grado di Capitano di Corvetta.
Si sposò l'8 giugno del 1955 con la contessa Maria Francesca di Valmarana alla Rotonda (VI) ed ebbe due figli (Vittorio e Lodovica): non condivise mai i suoi ricordi sulla tragedia che lo vide coinvolto. Solo nel luglio del 1993, poco prima di riposare per sempre e dopo il toccante incontro con i due piloti tedeschi, Kurt Steinborn e Walter Sumpf, che sganciarono il secondo letale ordigno, ebbe la forza di raccontare nel suo libro Per l'onore dei Savoia quanto visse in quei tragici giorni. È scomparso il 5 ottobre del 2000, a Belluno.

## Libri dell'autore
- Arturo Catalano Gonzaga di Cirella, Per l'onore dei Savoia 1943-1944: da un superstite della corazzata Roma, Roma, Mursia, 1996
- Arturo Catalano Gonzaga di Cirella, Il commodoro. 1938-1940: l'incrociatore Colleoni in Estremo Oriente, Roma, Mursia, 1998
- Arturo Catalano Gonzaga di Cirella, L'Ammiraglio, inedito, Roma, 1999